# 正徳寺温泉
正徳寺温泉（しょうとくじおんせん）は、山梨県山梨市にある温泉。

## 泉質
- アルカリ性単純温泉
- pH 9.3
- 湧出量 800リットル/分

湯は黄褐色で源泉はぬるめ。ぬめりがある。温泉掘削前に湧出していた鉱泉にも入浴できる。

## 温泉街
周囲をぶどう畑に囲まれた中に日帰り入浴施設「正徳寺温泉 初花」がある。

## 歴史
初花のオーナーは元々この地で養鰻場を営んでいた。敷地内にアルカリ性の鉱泉が湧いており、この水で育てたウナギの健康状態がよかったことから温泉の掘削を開始。1989年に38℃の源泉を掘り当て、1996年に日帰り入浴施設を開業した。

## アクセス
- 車：中央自動車道 勝沼ICより、国道140号そば
- 鉄道：中央本線山梨市駅よりタクシーで約3分